# Tratamento de águas industriais
Tratamento de água industrial é um processo de recuperação da qualidade da água utilizada pela indústria. O tratamento da água deve ser orientado por um profissional da área, como um engenheiro químico, engenheiro ambiental, químico ou técnico químico.
Frequentemente, a água é utilizada pela indústria para diversas finalidades que vão desde a simples limpeza até no resfriamento de processos industriais. Esta água muitas vezes contém metais pesados ou outros produtos tóxicos ao meio ambiente e por isso a água necessita ser recuperada antes de seu lançamento na rede de esgotos ou nas vias fluviais.
A água é um elemento fundamental em praticamente todos os setores industriais. Incentivadas por razões econômicas, diversas empresas passaram a conduzir programas de gestão dos seus recursos hídricos, implementando projetos de reúso, redução de perdas e racionalização do uso, obtendo reduções expressivas do consumo de água e dos lançamentos de efluentes ao meio ambiente.
Existem diversos métodos empregados no tratamento de água, entre eles:
- Floculação mecanizada
- Decantação/Flotação
- Filtração
- Dosagem de produtos químicos e desinfecção
- Abrandamento, desmineralização e polimento de condensado
- Osmose reversa
- Ultrafiltração

## Floculação Mecanizada
Fase do tratamento na qual formam-se os "flocos", agregados de partículas em suspensão, a serem eliminados por posterior decantação ou flotação. Essa agregação de partículas é obtida com o auxílio de produtos químicos adicionados na "mistura rápida". Esse sistema de flotação é conhecido como sistema FAD (Flotador a Ar Dissolvido),

## Decantação/Flotação
A água "com flocos" passa pelo decantador ou flotador objetivando a eliminação dos flocos, por decantação ou flotação.
Esta etapa consiste na separação sólida (lodo) – líquido (efluente bruto) por meio da sedimentação das partículas sólidas. Os tanques de decantação podem ser circulares ou retangulares. Os efluentes fluem vagarosamente através dos decantadores, permitindo que os sólidos em suspensão, que apresentam densidade maior do que a do líquido circundante, sedimentem gradualmente no fundo.

## Filtração  simples
Função: A água, quase isenta de flocos, passa aos filtros que eliminam flocos remanescentes e partículas em suspensão (não floculadas). Há grande variedade de filtros.
- Filtros de fluxo descendente de taxa de filtração normal ou de alta taxa
- Filtros de fluxo ascendente de baixa e alta taxa de filtração
- Filtros à gravidade (abertos)
- Filtros à pressão (fechados)
- Filtros à base de areia-antracita e carvão ativado, no caso de tratamento por fluxo tangencial.

Há variadas configurações de filtros e seus equipamentos funcionais (tubulações, válvulas, meio filtrante, fundo falso ou coletores, sistema de lavagem, etc.).
Os filtros podem ser de operação manual, semi-automáticos ou totalmente automáticos.

### Dosagem de produtos químicos e desinfecção
Produtos químicos são necessários para promover a floculação. Como essa se dá em condições adequadas de pH, temos:
- Produtos para correção do pH: ácidos para redução e álcalis para elevação.
- Produtos floculantes: sulfato de alumínio, sulfato ferroso, polieletrólitos, etc.

A desinfecção é empregada em processos industriais que requerem água isenta de contaminação patogênica. Nesse caso são empregados agentes oxidantes como cloro e derivados, água oxigenada, ozônio, ultravioleta.

## Abrandamento, desmineralização e polimento de condensado
Para a remoção de sais dissolvidos e sílica existentes na água geralmente é usada a troca iônica e/ou a osmose reversa.
Abrandamento e desmineralização são processos de redução da salinidade da água por troca iônica, a qual se processa através de "resinas de troca iônica".
Para tanto, o sal e/ou sílica contidos na água devem ser "ionizáveis". Compostos orgânicos não ionizáveis não são removidos.
Na água encontramos:
- Cátions – Sais de Cálcio, Magnésio, Sódio, Potássio, Ferro, Manganês, Alumínio
- Ânions – Bicarbonato, Carbonatos, Sulfatos, Cloretos, Nitratos, Silicato Ácido, Silicato

Compõem o sistema de troca iônica:
- Pré-tratamento

Necessário em função da qualidade da água afluente aos trocadores iônicos. Normalmente usa-se filtração em leito de areia e/ou de carvão ativado. Outros meios filtrantes podem ser utilizados – antracito, granada, etc.
- Abrandamento

Utilizado para remoção dos sais catiônicos, de cálcio e magnésio determinantes da "dureza" da água. A água "dura" passa por leito de resina catiônica e os íons de Ca e Mg são permutados por íons Na.
A resina é reativada, via de regra, com solução de cloreto de sódio.
- Desmineralização

Redução dos sais dissolvidos, catiônicos e aniônicos. Nesse caso são utilizadas resinas de troca iônica específicas para cations e anions. A reativação das resinas obtém-se por regeneração de sua capacidade de troca com soluções básicas (soda cáustica) e soluções ácidas (ácidos sulfúrico ou clorídrico). Para maior refinamento do processo pode ser adicionado ao sistema um "trocador de leito misto" (mixed bed) resultando água de mínima salinidade.
Desmineralização por troca iônica é o processo de remoção de minerais dissolvidos em soluções aquosas pelo emprego de compostos orgânicos ou inorgânicos insolúveis especiais conhecidos como "zeolitos" (minerais naturais) ou "resinas de troca iônica" (materiais orgânicos sintéticos).
No processo de troca iônica, qualquer substância a ser removida da solução (ou a sofrer troca) deve ser ionizável. Substâncias não-ionizáveis tais como os compostos orgânicos, estão, portanto, excluídas desse processo.